# Codex Brandis

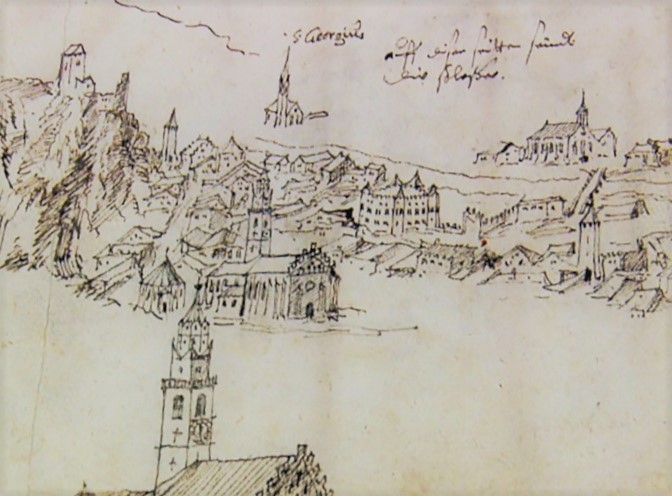
Ansicht von Meran aus dem Codex Brandis, mit doppelter Darstellung der 1618 abgeschlossenen Pfarrkirche Meran und von St. Georgen in Obermais

Der Codex Brandis ist eine der wertvollsten ikonographischen Quellen zur historischen Burgenkunde Tirols. Das Skizzen-Album, im handlichen Format von 22,0 cm × 16,6 cm, umfasst 105 Blätter mit insgesamt mehr als 120 Zeichnungen von Burgen und befestigten Städten der gefürsteten Grafschaft Tirol. Die Handschrift stammt aus dem Archiv der Familie Brandis und wurde vom Südtiroler Landesarchiv erworben. Sie entstand im frühen 17. Jahrhundert, vermutlich im Zeitraum zwischen 1607 und 1629.
Die strategische Bedeutung des Passlandes im zentralen Alpengebiet, im Einzugsgebiet der beiden Flüsse Etsch und Inn, war seit der Trassierung der römischen Heeresstraße Via Claudia Augusta (um 15. n. Chr., von der nördlichen Poebene bis zur Donau) evident. Im Mittelalter und in der frühen Neuzeit wurde die alte Grafschaft Tirol zu einer der wichtigsten Kontaktzonen im Herzen Europas: Hier entwickelte sich eine der Hauptrouten über die Alpen zwischen Nordeuropa und dem mediterranen Raum, mit einem dichten Handelsnetz zwischen Nord und Süd; von ebenso großer Bedeutung war die Querverbindung von Ost nach West, d. h. die südlich des Alpenhauptkammes verlaufende Strecke vom Donauraum um Wien in die westliche Poebene um Mailand. Auch als militärischem Durchzugsgebiet kam dem „Land an der Etsch und im Gebirge“ eine Schlüsselrolle zu. Das bedingte eine kapillare Herrschaft über das Territorium: Hunderte von Wachtürmen, Burgen und Festungen wurden erbaut, um die Verkehrswege zu kontrollieren, die Warenströme zu sichern und allfällige Truppenbewegungen zu überwachen. Bis heute ist das historische Tirol die burgenreichste Gegend Europas.

## Entstehungsgeschichte des Codex Brandis
Den Plan, die Burgenlandschaft systematisch erfassen und beschreiben zu lassen, fasste um 1600 sehr wahrscheinlich der damalige Landeshauptmann von Tirol, Jakob Andrä von Brandis (1569–1629); der beauftragte Zeichner, unzweifelhaft ein Könner und ein einschlägig bewanderter Fachmann, ist nicht bekannt. Unklar sind auch die Gründe, warum das Werk in Auftrag gegeben wurde. Es könnte als Bildschmuck für ein Geschichtswerk gedacht gewesen sein, das der hochgebildete Landeshauptmann um 1623 abschloss.
Zeit- und kulturgeschichtlich wäre damit die Einordnung des Codex Brandis in die damals aufblühende Praxis der „Landesbeschreibungen“ vorgegeben; denkbar wäre jedoch auch, vor dem Hintergrund des Dreißigjährigen Krieges (Beginn 1618) die geplante Erstellung einer Art Burgenkarte, um sich einen Überblick über die wirtschaftliche Leistungskraft des Landes zu verschaffen. Das Werk blieb Fragment: Erfasst wurde auf losen Skizzenblättern der Westteil der alten Grafschaft, d. h. das Oberinntal, der Vinschgau, das Burggrafenamt, das Etschtal bis zur damaligen Reichsgrenze bei Borghetto samt den südlichen Seitentälern der Valsugana sowie des Nonsberges und des Sulztales. Der gesamte östliche Landesteil fehlt: nicht erfasst sind das Eisack- und das Pustertal sowie das Unterinntal mit der Grenzfeste von Kufstein. Im Verlauf des 18. Jahrhunderts wurde das Skizzenmaterial gesichtet und zu einem Album zusammengestellt. Die Bild-Handschrift verblieb ununterbrochen im Besitz der Familie Brandis und wurde, wie aus Benutzerspuren geschlossen werden kann, immer wieder zur Hand genommen. Seit 1998 befindet sich der Codex Brandis im Südtiroler Landesarchiv in Bozen.

## Inhalt

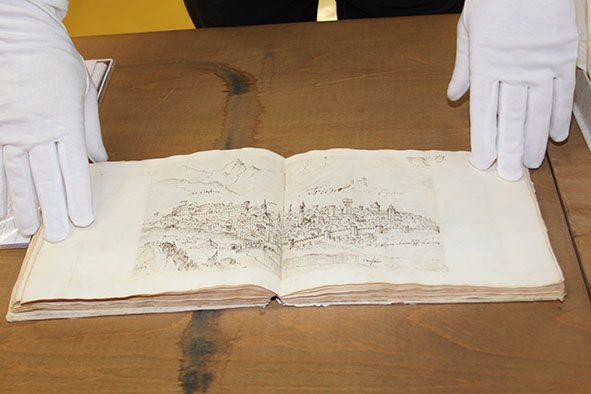
Das im Südtiroler Landesarchiv aufbewahre originale Skizzen-Album

Die herausragende Bedeutung des Codex war der Burgenforschung schon früh klar, doch erst 1973 wies Oswald Graf Trapp mit einem spezifischen Beitrag auf die Bild-Handschrift als burgenkundliche Quelle hin. Der Kunsthistoriker und Denkmalpfleger Nicolò Rasmo stellte im Jahr 1975 die im heutigen Trentino, dem ehemaligen italienischsprachigen Landesteil der historischen Grafschaft Tirol, verorteten Burgen und Städte des Codex Brandis in einer wertvollen Ausgabe zusammen; die Blätter mit Zeichnungen aus Süd- und Nordtirol blieben jedoch unberücksichtigt.
Ab 2012 arbeitete ein Team von Fachleuten am „Projekt Brandis“: Das vom Kulturverein Tangram in Meran koordinierte und getragene Projekt bezweckte die integrale Veröffentlichung des gesamten Skizzenmaterials der Bild-Handschrift, und zudem eine weiter gefasste zeit- und kulturgeschichtliche Einordnung des Codex Brandis in die bisher kaum erforschte Zeit des frühen 17. Jahrhunderts in Tirol. Der erste Band mit den Abschnitten Burggrafenamt, Vinschgau und Oberinntal erschien 2018; der zweite Band mit den Abschnitten des mittleren Etschtales von Lana über Bozen bis nach Tramin sowie des Einzugsgebietes von Nons- und Sulztal wurde 2019 veröffentlicht; der dritte und letzte Band mit den Burgen von Salurn bis zu den „welschen Confinen“, d. h. der alten Reichsgrenze bei Borghetto südlich von Avio, konnte 2020 publiziert werden.

## Die Sujets des Codex Brandis
Band I umfasst drei Abschnitte der Bild-Handschrift: Der erste Abschnitt erfasst die „Meraner Gegend“ mit Skizzen von der Jaufenburg, Schloss Schenna, Goyen, Katzenstein und der Fragsburg, Eschenloch am Eingang nach Ulten, die Zenoburg und Schloss Auer, eine Teilskizze von Meran, Schloss Tirol und die Brunnenburg, sowie eine Reihe von Ansitzen in der Umgebung von Mais-Meran, nämlich Maur, Knillenberg, Reichenbach, Rottenstein, Winkel, Rubein, Rametz, Labers und „Neuwein“ (heute Schloss Trauttmansdorff), ferner Schloss Forst und eine Ansicht des Klosters Steinach bei Algund. Der zweite Abschnitt zum Vinschgau enthält Skizzen der alten Zollstation auf der Töll, von der Stachlburg in Partschins, Schloss Hochnaturns, Dornsberg, Juval, eine interessante historische Ansicht des Karthäuserklosters von Schnals, Kastelbell, Annenberg, Goldrain, die beiden Burgen Ober- und Untermontani sowie eine Skizze von Latsch, Lichtenberg, die Churburg, das befestigte Städtchen Glurns, die beiden Tauferer Burgen Rotund und Reichenberg, sowie die Fürstenburg mit einer groben Skizze von Marienberg. Der dritte Abschnitt zum Oberinntal beginnt mit einer Ansicht von St. Petersberg und einer groben Skizze vom Stift Stams, es folgen Skizzen von Imst und Landeck, sowie der Kronburg, von Schloss Schrofenstein mit der alten Sperrmauer von Lötz, von den Burgen Wiesberg, Bideneck und Laudeck, der alten Zoll- und Grenzstation der Finstermünz mitsamt der alten, heute nicht mehr existenten Niklas-Klause. Abschließend ist Schloss Tarasp im Engadin erfasst, bis 1803 der äußerste westliche Vorposten des habsburgischen Österreich im Gebiet der Schweiz.
Band II umfasst die Abschnitte vier und fünf der Bild-Handschrift. Der Abschnitt mit den Sujets im Etschtal zwischen Meran und Salurn beginnt mit Skizzen zu den Stammburgen der Familie Brandis, Schloss Brandis und der Leonburg bei Lana. Es folgen Zeichnungen von Braunsberg, Helmsdorf, der Wehrburg, von 
Schloss Payrsberg und der Schwanburg, ferner Skizzen von Neuhaus („Schloss Maultasch“) und Greifenstein („Sauschloss“), Hocheppan, Skizzen von Festenstein und dem Ansitz Wolfsthurn bei Andrian. Mit Zeichnungen zu Boimont und Freudenstein beginnt die Erfassung des Überetscher Gebietes, mit Gandeck und Englar, Altenburg, einer Ansicht von Kaltern und Tramin, sowie der Skizzierung einiger Ansitze im sogenannten „Überetscher Stil“, deren Zuordnung heute immer noch nicht eindeutig möglich ist. Die beiden Burgen Enn und Kaldiff schließen diesen Abschnitt ab. Die bedeutende Burganlage von Sigmundskron, die im Codex Brandis erst sehr viel später gelistet ist, gehört allerdings sinngemäß zu diesem Abschnitt. Es folgen Burgen und Schlösser im Einzugsgebiet des Flusses Noce: Den Auftakt macht die alte Zollstation der Rocchetta, gefolgt von den wichtigen Burgen Belasi, Spaur und Thun. Mit „Pflaum“ (Flavon), „Nain“ (Nanno) und Schloss Valèr sind die zentralen Adelssitze um Cles erfasst. Der nördliche Teil des Nonsberges ist ebenso gründlich dokumentiert: Vaseck (Castel Vasio), Freieck und „Arts“ (die Burganlagen um Arsio), „Castelpfundt“ (Castelfondo), Malosco, der Ansitz Morenberg bei Sarnonico und die Höhenfeste von Altaguardia bei Bresimo. Vor der Auflistung der Burgen im Sulztal unterlief dem (späteren) Kompilator des Skizzen-Albums ein Fehler: Er hielt irrtümlich eine Skizze von Schloss Campo in den Judikarien für eine Ansicht der Burg von Cagnò und stiftete damit einige Verwirrung. Erst Nicolò Rasmo gelang die einwandfreie Identifizierung der fraglichen Skizzen. Kein Problem bereiten die restlichen Sujets des Sulztales: die Rocca von Samoclevo, Castel Caldes, Castel Ossana sowie der Palazzo Migazzi in „Cuongla“, d. h. in Cogolo im Pejo-Tal.
Dem letzten und umfangreichsten Abschnitt der Bild-Handschrift ist der gesamte dritte Band gewidmet: „Von Salurn gen Trient, Rovoredo und auch allseitig welsche Confinen“.